# ZDF
ZDF hay Zweites Deutsches Fernsehen (phát âm [ˈtsvaɪtəs ˈdɔʏtʃəs ˈfɛʁnzeːn] ⓘ) là đài truyền hình công cộng tại Đức có trụ sở tại Mainz, Rheinland-Pfalz. Thành lập vào ngày 1 tháng 4 năm 1963.